# Girlfriend
Girlfriender en sang af den amerikanske popsanger Michael Jackson. Sangen ligger på hans Off the wall-plade fra år 1979. Sangen handler om, at Michael Jackson har fået en kæreste, men hun er kæreste med en anden, så Michael Jackson vil have hende til at fortælle ham det (Girlfriend you better tell your boyfriend).
| Musik | Spire Denne musikartikel er en spire som bør udbygges. Du er velkommen til at hjælpe Wikipedia ved at udvide den. |